# Aeroportul Alto Palena
Aeroportul Alto Palena (IATA: WAP, ICAO: SCAP) este un aeroport din Provincia Palena, Regiunea Los Lagos, Chile ce deservește zona Palena. A fost numit după zona deservită.
Situat la o altitudine de 250 m, aeroportul dispune de o singură pistă.